# 蘇祿安號巡邏艦
蘇祿安號巡邏艦（英語：BRP Suluan；MRRV-4406）是一艘菲律賓燈塔級巡邏艦，這型號的第5艘，隸屬菲律賓海巡署。

## 設計
菲律賓海巡署把船定位為執法船隻，進行環境任務和人道救援，以及海上安全運作和巡邏。船的艦橋是防彈設計，配有火警監視器及夜視能力，船載有一艘工作小艇，和无线电测向能力。船隻配有罗德史瓦兹的通訊和無線電監測系統，M3SR 4400系列和4100系列軟體無線電，及DDF205無線電監測系統。這些設備增強了船隻的偵搜，追緝和通訊能力。

## 服役

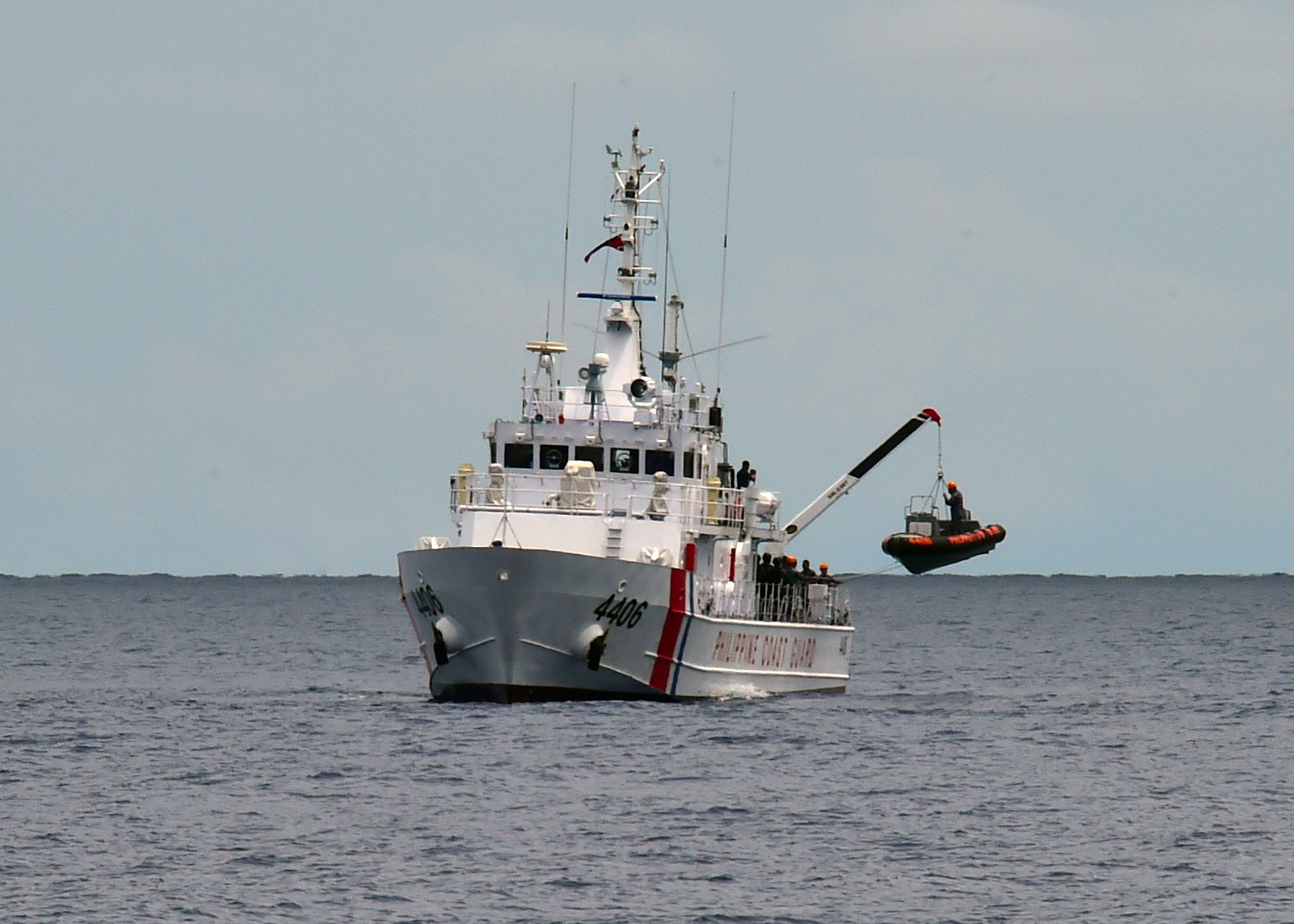
參加2018年東南亞合作暨訓練聯合演習的蘇祿安號

蘇祿安號巡邏艦在2017年6月進行海上測試，同年8月7日交付給菲律賓海巡署，在馬尼拉舉行收船儀式。蘇祿安號在2017年11月21日正式服役。
蘇祿安號巡邏艦參與了2017年東南亞合作暨訓練（SEACAT）聯合演習。
2018年11月，蘇祿安號參加了與日本海上保安廳的聯合反海盜演習，在馬尼拉灣舉行。
2025年8月11日，蘇祿安號與特雷莎·馬格巴努亞號巡邏艦在黄岩岛護送一菲律賓漁船Pamamalakaya號時，遭到中国海警局和中國海軍的攔截。中國海警3104艦曾用水炮攻擊蘇祿安號，但蘇祿安號巧妙地躲過。之後3104艦，中國海軍桂林號導彈驅逐艦採取高風險機動，並試圖左右包抄蘇祿安號時，再一次被蘇祿安號躲過，導致中方兩隻艦艇互相高速相撞，中方船上多人受傷，3104艦船頭嚴重損毁、桂林艦左舷受損，而噸位量較少的蘇祿安號則成功安全逃離。事發後蘇祿安號和特雷莎·馬格巴努亞號曾無線電呼叫，詢問中方船隻是否需要協助，但沒有獲得回應。事後蘇祿安號全體42名船員獲菲律賓當局颁授海岸警卫队铜十字勋章及绶带，舰长乔马克·安格（Jomark Angue）则获颁海岸警卫队杰出服务勋章及绶带。